# Aa microtidis
Lan a nhỏ (danh pháp hai phần: Aa microtidis) là một loài thực vật có hoa trong họ Lan (Orchidaceae). Loài này được Rudolf Schlechter miêu tả khoa học đầu tiên năm 1922.